# Sadat (metrostation)
Sadat (Arabisch: السادات) is een metrostation in de Egyptische hoofdstad Caïro dat op 26 september 1987 werd geopend. Het station onder het Tahrirplein wordt bediend door lijn 1 en lijn 2 van de Caïrose metro.  

## Geschiedenis
In 1973 besloot de Egyptische regering tot de aanleg van een metronet in Caïro  met drie lijnen. Hierin was onder meer een kruisingsstation voor de metrolijnen 1 en 2 opgenomen onder het Tahrirplein. Het station werd aanbesteed onder de naam Tahrir en de bouw van lijn 1 begon in 1982 waarbij de tunnel door het centrum met de openbouwput methode werd aangelegd. Toen het ondergrondse deel van die lijn gereed was werd de helft van de ondergrondse stations genoemd naar de Egyptische Presidenten tot dan toe. Zodoende kreeg het station onder het Tharirplein de naam Sadat, ter ere van Anwar Sadat die van 1970 tot 1981 President van Egypte was. Op 26 september 1987 ging de reizigersdienst tussen het centraal station en Helwan via Sadat van start. Op 1 september 1998 werd het station ook het zuidelijke eindpunt van lijn 2 tussen Shobra El-Kheima en het Tharirplein. Dit duurde tot 19 april 1999 toen de tunnel onder de Nijl gereed was en de lijn werd doorgetrokken tot metrostation Universiteit van Caïro in Gizeh.

## Inrichting
De toegangen tot het station liggen als vaste trappen rondom het plein en komen op niveau -1 uit bij reizigerstunnels tussen de toegangen en de lokettenzalen die op niveau -2 naast de perrons van lijn 1 liggen. De lokettenzalen zijn van de perrons gescheiden door OV-poortjes, reizigers kunnen tussen de lokettenzalen wisselen via een tunneltje onder lijn 1. De perrons van lijn 2 liggen haaks op die van lijn 1 en zijn bereikbaar via de perrons van lijn 1. 
De Franselijn, zoals lijn 1 ook genoemd wordt in verband met de inzet van Frans materieel, loopt ten noorden van het station onder de Meret Basha langs het Egyptisch Museum richting Nasser, ten zuiden van het station loopt die lijn onder de bebouwing richting Saad Zaghloul. De Japanselijn, zoals lijn 2 ook genoemd wordt in verband met de inzet van Japans materieel, loopt ten oosten van het station onder de bevrijdingslaan richting Mohamed Naguib, ten westen van het station loopt die lijn door een geboorde tunnel onder de Nijl richting Opera.